# موت مزيف
الموت المزيف ويُسمى أيضًا الموت المسرحي أو الموت التمثيلي أو الموت الزائف هو فعلٌ يقوم به فرد يخدع الآخرين عمدًا للاعتقاد بأن الفرد ميت، في حين أن الشخص في الواقع، لا يزال على قيد الحياة. يُمكن للأشخاص الذين يرتكبون الموت الزائف القيام بذلك عن طريق ترك الأدلة أو القرائن أو عبر طرق أخرى.
 في اللغة العامِّيّة الجماهيرية، الموت الزائف هو تزييف الانتحار. يُمكن أيضا إنشاء خدع الموت ونشرها من قبل أطراف ثالثة لأغراض مختلفة. قد يجري ارتكاب الموت الزائف لأسباب عدة، مثل جمع أموال التأمين من طريق الاحتيال، أو التهرب من المطاردة، أو الهروب من الأسر، أو إثارة التعاطف الكاذب، أو بوصفها مزحة عملية.
في حين أن تزييف وفاة المرء ليس غير قانوني بطبيعته، لكنه قد يكون جزءًا من أنشطة احتيالية أو غير مشروعة، مثل: التهرب الضريبي، أو الاحتيال في التأمين، أو تجنب الملاحقة الجنائية.

## التاريخ
جرى تزوير الوفيات منذ العصور القديمة وزاد المعدل بنحو ملحوظ في منتصف القرن التاسع عشر، عندما أصبح التأمين على الحياة، ومن ثم الاحتيال في التأمين وهو الأكثر شيوعًا.  غالبًا ما تكون مدفوعات التأمين على الحياة هدفًا للأشخاص الذين يزورون وفاتهم، ولكن معظم أنواع الاحتيال في التأمين تشمل مواضيع أخرى، مثل السرقات أو الحرائق، بدلًا من الوفيات المزيفة.
في القرن الحادي والعشرين، أدى ظهور المراقبة الجماعية إلى زيادة صعوبة الاختباء بعد تزوير الموت.
بطاقات الائتمان، ووسائل التواصل الاجتماعي، وأنظمة الهاتف المحمول، والمواقف التكنولوجية الأخرى تجعل من الصعب إجراء انفصال تام عن الهوية السابقة.
الاستخدام الواسع لأدوات التعرف على الوجه يمكن أن تربط الهويات الجديدة بحسابات وسائل التواصل الاجتماعي القديمة. دفعت الرغبة النرجسية في رؤية رد فعل الآخرين المحتالين إلى التحقق من مواقع الويب للحصول على معلومات حول اختفائهم. يمكن التعرف على مواقع الأشخاص الذين يزورون موقعًا إلكترونيًا من طريق الإنترنت.

## الدافع
في حين أن بعض الناس يزوِّرون وفاتهم على أنها مزحة أو محاولة للترويج للذات، أو للحصول على بداية نظيفة، فإن الدوافع الأكثر شيوعًا هي المال أو الحاجة إلى الهروب من علاقة مسيئة. من المرجح أن يزيف الرجال موتهم أكثر من النساء. غالبًا ما يشعر الأشخاص الذين يزوِّرون موتهم بأنهم محاصرون في وضع يائس. ولهذا السبب، قد يُجرى تحقيق إذا اختفى الشخص، ولم يُعثر على جثة، وكان الشخص يعاني من صعوبات مالية كبيرة.
في كثير من الأحيان، يكون الشخص اليائس قد قيَّم الوضع بنحو غير صحيح. على سبيل المثال، اعتقد جون داروين، المعروف باسم «كانوي مان» في المملكة المتحدة، بنحو خاطئ أن صعوباته المالية لا يمكن حلها من طريق الإفلاس أو من طريق طلب المساعدة القانونية. يمكن أن تكون أحلام اليقظة أو تخيل الاختفاء شكلًا من أشكال تجنب المشكلات التي لا يرغب الناس في معالجتها، مثل عدم رضاهم عن أوضاعهم الحالية.

## الطرق
الأشخاص الذين يزورون وفاتهم يفعلون ذلك غالبًا من طريق التظاهر بالغرق، لأنه يوفر سببًا معقولًا لغياب الجسد (الجثة). تظهر الجثث الغارقة عادةً في غضون أيام قليلة من الوفاة، وعندما لا تظهر أي جثة، يشتبه في وفاة مزيفة. كثير من الناس الذين يزوِّرون وفاتهم يعتزمون أن يكون التغيير مؤقتًا، حتى تُحل المشكلة. على سبيل المثال، كان جون داروين يأمل أن تتمكن زوجته من جمع الأموال من التأمين على الحياة، ثم يظهر مرة أخرى لاحقًا لسداد الأموال، ربما مع غرامة وبعض الوقت في السجن. صاغه بوصفه نوعًا من القروض غير التقليدية من شركات التأمين على الحياة.

## وسائل التواصل الاجتماعي
الادعاءات الكاذبة بالوفاة، متضمنةً الادعاءات الكاذبة بالانتحار، شائعة في حسابات وسائل التواصل الاجتماعي.
غالبًا ما يحاول الأشخاص، الذين يفعلون ذلك الحصول على ميزة لأنفسهم، مثل المزيد من الاهتمام أو الإعجاب، ويكذبون بشأن وفاتهم «دون التفكير في حقيقة وجود أشخاص يشعرون بالضيق أو الأذى أو التأثر النفسي بخبر وفاتهم».
قد تكون محاولة متعمدة للتلاعب بمشاعر الآخرين أو لمعرفة كيف سيكون رد فعل الناس إنْ ماتوا.
على الإنترنت، ادعى الناس أنهم ماتوا بوصفه رد فعل على سوء معاملة حقيقية أو متصورة على وسائل التواصل الاجتماعي، ونشر أخبار وفاتهم، وخاصة انتحارهم، هو وسيلة لمعاقبة المستخدمين الآخرين.
من الأمثلة على الوفيات المزيفة على وسائل التواصل الاجتماعي: بيث آن ماكلوغلين، وهي امرأة بيضاء ادعت أنها أمريكية أصلية تحت اسم آخر على تويتر، وكُشف خداعها بعد أن ادعت أنها توفيت خلال جائحة كوفيد-19.

## المشاهير متهمين بتزوير موتهم
في بعض الأحيان عندما تموت شخصية عامة بارزة (مثل شخص مشهور أو زعيم سياسي)، تظهر شائعات بأن الشخصية المعنية لم تمت بالفعل، ولكنها زورت وفاتها لسبب أو لآخر. تعد جميع هذه النظريات نظريات هامشية.
في مسرحية روميو وجولييت لشكسبير، لتجنب الزواج القسري، شربت جولييت قارورة حبس نظامها مدته 24 ساعة، لتبدو ميتة لعائلتها. يأتي هذا بنتائج عكسية عندما يسمع روميو بوفاتها، غير مدرك أنها ستستيقظ، فيقتل نفسه، مما أدى إلى قيام جولييت بقتل نفسها.